# CR348 (Luxemburg)
De CR348 (Chemin Repris 348) is een verkeersroute in Luxemburg tussen Ettelbruck (N7a) en Consthum (CR322). De route heeft een lengte van ongeveer 21 kilometer.

## Routeverloop
De route begint in Ettelbruck op ongeveer 200 meter boven zeeniveau bij de N7a en gaat vervolgens door stedelijk gebied richting Warken. Bij Warken slaat de route af van de CR349 en stijgt de route met gemiddeld 5% in de richting van Bürden. In dit stuk bevindt zich een haarspeldbocht. Tussen Bürden en Bourscheid stijgt de route nog wel, maar minder stijl, naar 500 meter boven zeeniveau. Vanaf Bourscheid daalt de route vervolgens met gemiddeld 8% naar 240 meter boven zeeniveau op de brug over de Sûre in Goebelsmühle. Hierna sluit de route aan op de N27 en volgt het de N27 tot aan de westkant van Goebelsmühle.
Vanaf Goebelsmühle stijgt de route met gemiddeld 10% richting Schlindermanderscheid. Ook in dit gedeelte bevinden zich enkele haarspeldbochten. In Schlindermanderscheid bestaat de mogelijkheid om de route af te snijden, maar daarbij is de stijgingspercentage meer dan 14%. Tussen Schlindermanderscheid en Consthum blijft de route qua hoogte verschillen nagenoeg gelijk.

## Plaatsen langs de CR348
- Ettelbruck
- Warken
- Bürden
- Bourscheid
- Goebelsmühle
- Schlindermanderscheid
- Consthum

## CR348a
De CR348a is een aftakking van de CR348 bij Bürden. De route heeft een lengte van ongeveer 1 kilometer en verbindt het centrum van de plaats met de CR348 in zuidelijke richting.
CR101 ·
CR102 ·
CR103 ·
CR104 ·
CR105 ·
CR106 ·
CR107 ·
CR108 ·
CR109 ·
CR110 ·
CR111 ·
CR112 ·
CR113 ·
CR114 ·
CR115 ·
CR116 ·
CR117 ·
CR118 ·
CR119 ·
CR120 ·
CR121 ·
CR122 ·
CR123 ·
CR124 ·
CR125 ·
CR126 ·
CR127 ·
CR128 ·
CR129 ·
CR130 ·
CR131 ·
CR132 ·
CR133 ·
CR134 ·
CR135 ·
CR136 ·
CR137 ·
CR138 ·
CR139 ·
CR140 ·
CR141 ·
CR142 ·
CR143 ·
CR144 ·
CR145 ·
CR146 ·
CR147 ·
CR148 ·
CR149 ·
CR150 ·
CR151 ·
CR152 ·
CR153 ·
CR154 ·
CR155 ·
CR156 ·
CR157 ·
CR158 ·
CR159 ·
CR160 ·
CR161 ·
CR162 ·
CR163 ·
CR164 ·
CR165 ·
CR166 ·
CR167 ·
CR168 ·
CR169 ·
CR170 ·
CR171 ·
CR172 ·
CR173 ·
CR174 ·
CR175 ·
CR176 ·
CR177 ·
CR178 ·
CR179 ·
CR180 ·
CR181 ·
CR182 ·
CR183 ·
CR184 ·
CR185 ·
CR186 ·
CR187 ·
CR188 ·
CR189 ·
CR190
CR200 ·
CR201 ·
CR202 ·
CR203 ·
CR204 ·
CR205 ·
CR206 ·
CR207 ·
CR208 ·
CR210 ·
CR211 ·
CR212 ·
CR213 ·
CR215 ·
CR216 ·
CR217 ·
CR218 ·
CR219 ·
CR220 ·
CR221 ·
CR222 ·
CR223 ·
CR224 ·
CR225 ·
CR226 ·
CR227 ·
CR228 ·
CR229 ·
CR230 ·
CR231 ·
CR232 ·
CR233 ·
CR234
CR301 ·
CR302 ·
CR303 ·
CR304 ·
CR305 ·
CR306 ·
CR307 ·
CR308 ·
CR309 ·
CR310 ·
CR311 ·
CR312 ·
CR313 ·
CR314 ·
CR315 ·
CR316 ·
CR317 ·
CR318 ·
CR319 ·
CR320 ·
CR321 ·
CR322 ·
CR323 ·
CR324 ·
CR325 ·
CR326 ·
CR327 ·
CR328 ·
CR329 ·
CR330 ·
CR331 ·
CR332 ·
CR333 ·
CR334 ·
CR335 ·
CR336 ·
CR337 ·
CR338 ·
CR339 ·
CR340 ·
CR341 ·
CR342 ·
CR343 ·
CR344 ·
CR345 ·
CR346 ·
CR347 ·
CR348 ·
CR349 ·
CR350 ·
CR351 ·
CR352 ·
CR353 ·
CR354 ·
CR355 ·
CR356 ·
CR357 ·
CR358 ·
CR359 ·
CR360 ·
CR361 ·
CR362 ·
CR364 ·
CR365 ·
CR366 ·
CR367 ·
CR368 ·
CR369 ·
CR370 ·
CR371 ·
CR372 ·
CR373 ·
CR374 ·
CR375 ·
CR376 ·
CR377 ·
CR378 ·
CR379
Routes die cursief vermeld staan, zijn voormalige routes.